# Aimee Carrero
Aimee Carrero (Santo Domingo, 15 juli 1988) is een Dominicaanse/Amerikaanse actrice en stemactrice.

## Biografie
Carrero werd geboren in Santo Domingo en groeide op in Miami. Zij studeerde in 2008 af in internationale betrekkingen aan de Florida International University in Miami. Zij is in 2016 getrouwd met acteur Tim Rock.
Carrero begon in 2009 met acteren in de televisieserie The Mentalist, waarna zij nog meerdere rollen speelde in televisieseries en films. Zij is voornamelijk bekend als stemactrice in de animatieserie Elena of Avalor, waar zij de stem insprak van prinses Elena (2016-2020).

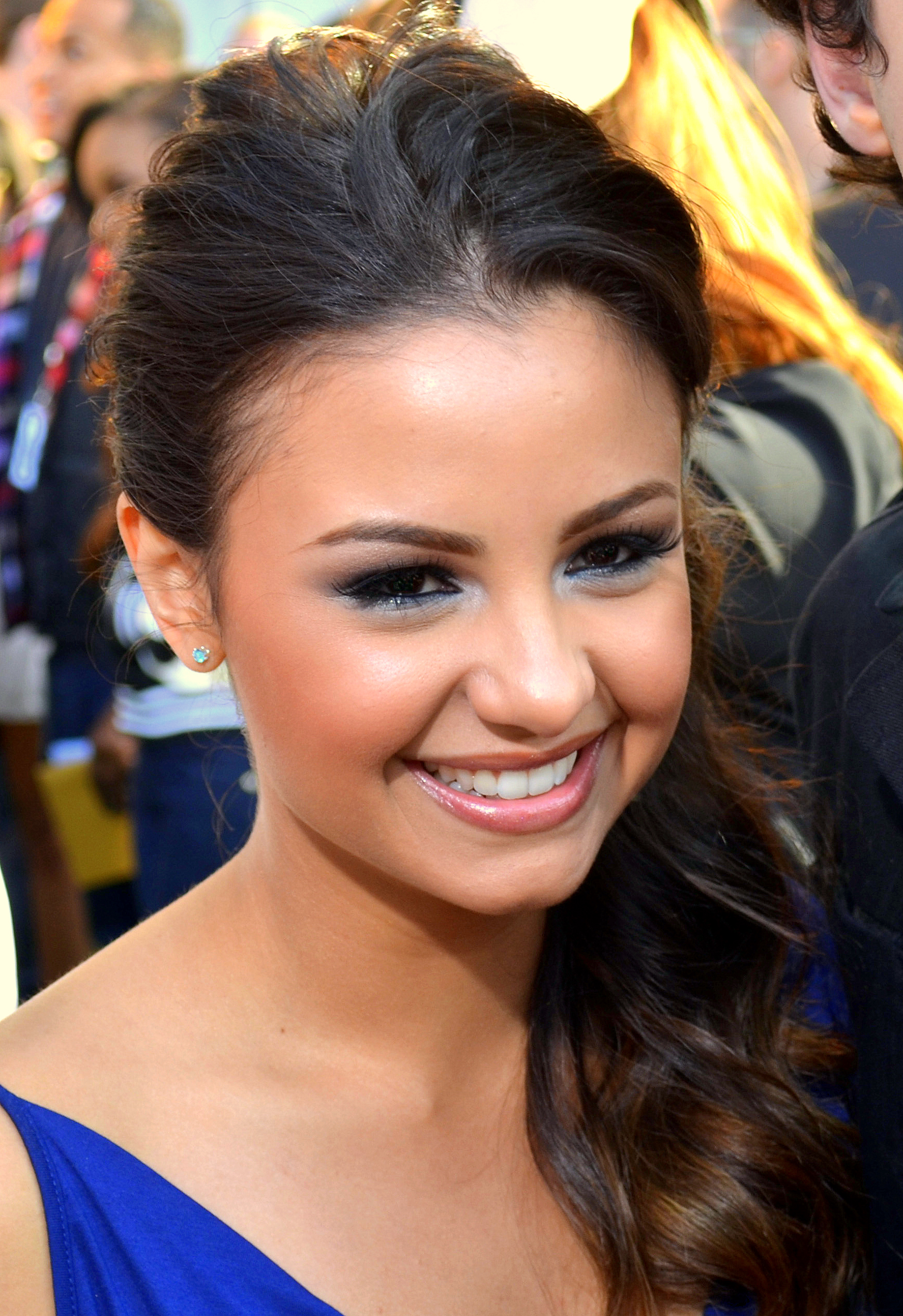
Aimee Carrero (2012)

## Filmografie

### Films
Uitgezonderd korte films.
- 2022 Spirited - als Nora
- 2022 The Menu - als Felicity
- 2022 Mack & Rita - als Sunita
- 2020 Holidate - als Carly
- 2020 Wander Darkly - als Shea
- 2018 The Portuguese Kid - als Patti Dragonetti
- 2015 The Last Witch Hunter - als Miranda
- 2014 Devil's Due - als Emily
- 2012 Blue Lagoon: The Awakening - als Jude
- 2011 Level Up - als Angie
- 2009 Alvin and the Chipmunks: The Squeakquel - als Emily

### Televisieseries
Uitgezonderd eenmalige gastrollen.
- 2021-2022 Exandria Unlimited - als Opal - 10 afl.
- 2021 Maid - als Danielle - 2 afl.
- 2016-2020 Elena of Avalor - als prinses Elena (stem) - 78 afl.
- 2015-2016 Blindspot - als Ana Montes - 3 afl.
- 2018-2020 She-Ra and the Princesses of Power - als Adora / She-Ra (stemmen) - 52 afl.
- 2019 Elena of Avalor: Discovering the Magic Within - als Elena (stem) - 5 afl.
- 2019 The Village - als Sofia Lopez - 5 afl.
- 2018 Elena of Avalor: The Secret Life of Sirenas - als Elena (stem) - miniserie
- 2014-2018 Young & Hungry - als Sofia Rodriguez - 71 afl.
- 2018 Elena of Avalor: Scepter Training with Zuzo - als Elena (stem) - miniserie
- 2014 Young & Foodies - als Sofía Rodríguez - miniserie
- 2014 The Americans - als Lucia - 4 afl.
- 2012-2013 Level Up - als Angie - 31 afl.
- 2009 Lincoln Heights - als Sylvia Torres - 4 afl.

- Library of Congress Control Number: no2017034681
- MusicBrainz: 41477f39-4e49-4b3a-bcb4-1c9ad3afa243
- Virtual International Authority File: 7633149068381565730002
- WorldCat: E39PBJm4PXfmrTXjvhddJTvvHC